# Androsace cinerascens
Androsace cinerascens är en viveväxtart som beskrevs av Robinson. Androsace cinerascens ingår i släktet grusvivor, och familjen viveväxter. Inga underarter finns listade i Catalogue of Life.